# ル・ポワレ＝シュル＝ヴィ
ル・ポワレ＝シュル＝ヴィ （Le Poiré-sur-Vie）は、フランス、ペイ・ド・ラ・ロワール地域圏、ヴァンデ県のコミューン。

## 地理
ボカージュ・ヴァンデン地方に属する。町はヴィ川を見下ろす岩の露頭の上にある。

## 人口統計
| 1962年 | 1968年 | 1975年 | 1982年 | 1990年 | 1999年 | 2008年 | 2013年 |
| ------ | ------ | ------ | ------ | ------ | ------ | ------ | ------ |
| 3546   | 3551   | 3800   | 4904   | 5326   | 5786   | 7397   | 8298   |

参照元:1962年から1999年までは複数コミューンに住所登録をする者の重複分を除いたもの。それ以降は当該コミューンの人口統計によるもの。1999年までEHESS/Cassini、2004年以降INSEE。